# Spațiu ultrametric
În matematică, un spațiu ultrametric este un spațiu metric în care inegalitatea triunghiului este întărită la {\displaystyle d(x,z)\leq \max \left\{d(x,y),d(y,z)\right\}} pentru orice {\displaystyle x}, {\displaystyle y} și {\displaystyle z}. Uneori metrica asociată este numită metrică nearhimediană sau supermetrică.

## Definiție formală
O ultrametrică pe o mulțime M este o funcție cu valori reale
{\displaystyle d\colon M\times M\rightarrow \mathbb {R} }
(unde ℝ desemnează mulțimea numerelor reale), astfel încât pentru orice x, y, z ∈ M sunt îndeplinite condițiile:
1. d(x, y) ≥ 0;
2. d(x, y) = d(y, x) (simetrie);
3. d(x, x) = 0;
4. dacă d(x, y) = 0 atunci x = y;
5. d(x, z) ≤ max{d(x, y), d(y, z)} (inegalitatea puternică a triunghiului sau inegalitatea ultrametrică).

Un spațiu ultrametric este o pereche (M, d) formată dintr-o mulțime M împreună cu o ultrametrică d pe M, care se numește funcția de distanță asociată spațiului (numită și metrică).
Dacă d îndeplinește toate condițiile, exceptând eventual condiția 4, atunci d se numește ultrapseudometrică pe M. Un spațiu ultrapseudometric este o pereche (M, d) formată dintr-o mulțime M și o ultrapseudometrică d pe M.
În cazul în care M este un grup abelian (scris în notație aditivă) și d este generat de o funcție de lungime {\displaystyle \|\cdot \|} (adică {\displaystyle d(x,y)=\|x-y\|}), ultima proprietate poate fi îmbunătățită folosind întărirea lui Krull la:
{\displaystyle \|x+y\|\leq \max \left\{\|x\|,\|y\|\right\}} cu egalitate dacă {\displaystyle \|x\|\neq \|y\|}.
Vrem să demonstrăm că dacă {\displaystyle \|x+y\|\leq \max \left\{\|x\|,\|y\|\right\}}, atunci egalitatea are loc dacă {\displaystyle \|x\|\neq \|y\|}. Fără a restrânge generalitatea, să presupunem că {\displaystyle \|x\|>\|y\|.} Aceasta implică{\displaystyle \|x+y\|\leq \|x\|}. Avem de asemenea {\displaystyle \|x\|=\|(x+y)-y\|\leq \max \left\{\|x+y\|,\|y\|\right\}}. Acum, valoarea lui {\displaystyle \max \left\{\|x+y\|,\|y\|\right\}} nu poate fi {\displaystyle \|y\|}, căci altfel am avem {\displaystyle \|x\|\leq \|y\|}, contrar presupunerii inițiale. Prin urmare, {\displaystyle \max \left\{\|x+y\|,\|y\|\right\}=\|x+y\|}, deci {\displaystyle \|x\|\leq \|x+y\|}. Folosind inegalitatea inițială, avem {\displaystyle \|x\|\leq \|x+y\|\leq \|x\|} și, prin urmare, {\displaystyle \|x+y\|=\|x\|}.

## Proprietăți

În triunghiul din dreapta, cele două puncte de jos x și y nu respectă condiția d(x, y) ≤ max{d(x, z), d(y, z)}.

Din definiția de mai sus, se pot concluziona câteva proprietăți caracteristice ale ultrametricilor. De exemplu, pentru orice {\displaystyle x,y,z\in M}, are loc cel puțin una dintre cele trei egalități {\displaystyle d(x,y)=d(y,z)} sau {\displaystyle d(x,z)=d(y,z)} sau {\displaystyle d(x,y)=d(z,x)}. Adică fiecare triplet de puncte din spațiu formează un triunghi isoscel, deci întreg spațiul este o mulțime isoscel.
Definind bila (deschisă) de rază {\displaystyle r>0} centrată în {\displaystyle x\in M} drept {\displaystyle B(x;r):=\{y\in M\mid d(x,y)<r\}}, avem următoarele proprietăți:
- Orice punct din interiorul unei bile este centrul acesteia, adică dacă {\displaystyle d(x,y)<r} atunci {\displaystyle B(x;r)=B(y;r)}.
- Dacă două bile se intersectează, atunci una este conținută în cealaltă, adică dacă {\displaystyle B(x;r)\cap B(y;s)} este nevidă, atunci {\displaystyle B(x;r)\subseteq B(y;s)} sau {\displaystyle B(y;s)\subseteq B(x;r)}.
- Toate bilele cu rază strict pozitivă sunt atât mulțimi deschise cât și închise în topologia indusă. Adică, bilele deschise sunt de asemenea închise, iar bilele închise (se înlocuiește {\displaystyle <} cu {\displaystyle \leq }) sunt de asemenea deschise.
- Mulțimea tuturor bilelor deschise de rază {\displaystyle r} și centru într-o bilă închisă de rază {\displaystyle r>0} formează o partiție a acesteia din urmă, iar distanța dintre două bile deschise distincte este (mai mare sau) egală cu {\displaystyle r}.

Toate aceste afirmații derivă direct din inegalitatea ultrametrică. De remarcat că, din a doua afirmație, o bilă poate avea mai multe centre care au distanță nenulă. Intuiția din spatele unor astfel de efecte aparent ciudate este că, din cauza inegalității puternice a triunghiului, distanțele în ultrametrici nu se adună.

## Exemple
- Metrica discretă este o ultrametrică.
- Numerele p-adice formează un spațiu ultrametric complet.
- Considerăm mulțimea de cuvinte de lungime arbitrară (finită sau infinită), Σ*, cu litere dintr-un alfabet Σ. Definim distanța dintre două cuvinte diferite ca fiind 2−n, unde n este prima poziție în care cuvintele diferă. Metrica rezultată este o ultrametrică.
- mulțimea de cuvinte cu capete lipite de lungime n cu litere dintr-un alfabet Σ este un spațiu ultrametric în raport cu distanța p-aproape. Două cuvinte x și y sunt p-apropiate dacă orice subșir de p litere consecutive (p < n) apare de același număr de ori (care poate fi zero) atât în x cât și în y.[2]
- Dacă r = (rn) este un șir de numere reale descrescător la zero, atunci |x|r := lim supn→∞ |xn|rn induce o ultrametrică în spațiul tuturor șirurilor complexe pentru care este finită. (De observat că aceasta nu este o seminormă, întrucât îi lipsește omogenitatea — Dacă se permite ca numerele rn să fie zero, trebuie folosită convenția 00 = 0.)
- Dacă G este un graf neorientat ponderat, toate ponderile sunt pozitive, iar d(u,v) este ponderea drumului minimax dintre u și v (adică, cea mai mare pondere a unei muchii, pe un drum ales în așa fel încât să minimizeze această cea mai mare pondere), atunci nodurile grafului, cu distanța măsurată de d, formează un spațiu ultrametric, și toate spațiile ultrametrice pot fi reprezentate în acest fel.[3]

## Aplicații
- O contracție poate fi gândită drept un mod de aproximare a rezultatului final al unui calcul (care poate fi garantat să existe de teorema de punct fix a lui Banach). Idei similare pot fi găsite în teoria domeniilor. Analiza p-adică face uz intens de natura ultrametrică a metricii p-adice.
- În taxonomie și construcția arborelui filogenetic, distanțele ultrametrice sunt de asemenea utilizate de metodele UPGMA și WPGMA.[4] Acești algoritmi necesită o ipoteză de rată constantă și produc arbori în care distanțele de la rădăcină la fiecare vârf de ramură sunt egale. Când datele de ADN, ARN și proteine sunt analizate, ipoteza de ultrametrică este numită ceas molecular.
- Modelele de intermitență în turbulența tridimensională a fluidelor folosesc așa numitele cascade, iar în modelele discrete folosesc cascade diadice, care au o structură ultrametrică.[5]
- În geografie și ecologia peisajului, distanțele ultrametrice au fost aplicate pentru a măsura complexitatea peisajelor și pentru a evalua în ce măsura o funcție de peisaj este mai importantă decât alta.[6]